# Inter Dominion Trotting Championship
Inter Dominion Trotting Championship, är ett travlopp för 4-åriga och äldre varmblodiga travhästar som körs varje år i december i Australien eller Nya Zeeland. Olika travbanor turas om att vara värd för loppet. Loppet har körts sedan 1948.

## Segrare
| År                          | Bana             | Häst               | Kusk            | Tränare         | Tid    | Dist.   |
| --------------------------- | ---------------- | ------------------ | --------------- | --------------- | ------ | ------- |
| 2019                        | Alexandra Park   | Winterfell         | Mark Purdon     | Mark Purdon     | 2:00.1 | 2 700 m |
| 2018                        | Tabcorp Park     | Tornado Valley     | Kate Gath       | Andy Gath       | 1:59.5 | 2 760 m |
| Inga lopp kördes 2013–2017. |                  |                    |                 |                 |        |         |
| 2012                        | Tabcorp Park     | I Can Doosit       | Mark Purdon     | Mark Purdon     | 2:00.4 | 2 760 m |
| 2011                        | Alexandra Park   | I Can Doosit       | Mark Purdon     | Mark Purdon     | 2.00.9 | 2 700 m |
| 2010                        | Moonee Valley    | Sundons Gift       | Chris Lang      | Chris Lang      | 2:01.0 | 2 575 m |
| 2009                        | Moonee Valley    | Sundons Gift       | Chris Lang      | Chris Lang      | 1:59.8 | 2 575 m |
| 2008                        | Moonee Valley    | Galleons Sunset    | Derek Balle     | Chris Lang      | 2:03.3 | 2 575 m |
| 2007                        | Globe Derby Park | Uncle Petrika      | Lance Justice   | Lance Justice   | 2:03.6 | 2 645 m |
| 2006                        | Moonee Valley    | Delft              | Tony Herlihy    | Michelle Wallis | 2:04.4 | 3 050 m |
| 2005                        | Alexandra Park   | Play On            | Craig Thornley  | Peter Lamb      | 2:01.8 | 2 700 m |
| 2004                        | Moonee Valley    | Sumthingaboutmaori | Gavin Lang      | Brian Healy     | 2:05.5 | 3 050 m |
| 2003                        | Addington        | Take A Moment      | Anthony Butt    | Tim Butt        | 2:01.2 | 2 600 m |
| 2002                        | Harold Park      | Game Bid           | Gavin Lang      | Brent Lilley    | 2:05.2 | 3 370 m |
| 2001                        | Alexandra Park   | Take A Moment      | Anthony Butt    | Tim Butt        | 2:03.2 | 3 157 m |
| 2000                        | Moonee Valley    | Lyell Creek        | Anthony Butt    | Tim Butt        | 2:05.5 | 3 020 m |
| 1999                        | Alexandra Park   | Special Force      | Todd MacFarlane | David McGowan   | 2:05.3 | 3 200 m |
| 1998                        | Harold Park      | Buster Hanover     | Tony Herlihy    | Mark Purdon     | 2:07.3 | 3 369 m |
| 1997                        | Globe Derby Park | Pride Of Petite    | Tony Herlihy    | Tony Herlihy    | 2:05.2 | 3 075 m |
| 1996                        | Moonee Valley    | Pride Of Petite    | Mark Purdon     | Mark Purdon     | 2:04.6 | 3 280 m |
| 1995                        | Addington        | Call Me Now        | David Butt      | Paul Nairn      | 2:05.4 | 2 600 m |